# 柯永蓁
柯永蓁（？—1685年），柯永榛，遼陽人，清朝军事將領。
順治七年，襲一等輕車都尉，授甲喇章京、兵部郎中。順治八年，任兵部理事官，后授三等男。順治十年，任鑲紅旗漢軍副都統。順治十二年，改戶部右侍郎。順治十三年，任鑲紅旗漢軍都統，后征浙江海賊。順治十四年，任一等輕車都尉、三等男。康熙元年，征山東于七叛亂。康熙十年，任京口將軍、鎮海將軍。康熙十三年，署山東提督。
有弟柯永藝，堂兄弟柯永盛、柯永昇。